# Vilamarín
Vilamarín è un comune spagnolo di 2 194 abitanti situato nella comunità autonoma della Galizia.

## Geografia
Situato nella regione di Ourense, dista 18 chilometri dal capoluogo di provincia. Il comune è attraversato dalla strada N-525 tra il km 250 e 255, nonché dalla strada N-540 che collega Ourense a Lugo.
Il rilievo si caratterizza per la sua marcata piattezza, estensione del Chaos de Amoeiro, e perché coincide in parte con il punto più basso della Sierra del Faro. La catena montuosa della Sierra da Martiña conferisce personalità al paesaggio della parte settentrionale del comune, oltre a ospitare le vette più alte, come la collina su cui si trova l'insediamento di Baínte (773 metri). Nell'angolo nord-orientale si trovano i monti Orbán, anch'essi alti più di 700 metri. In termini di idrografia, una delle maggiori ricchezze naturali del comune è l'abbondanza d'acqua, che non si presenta solo sotto forma di grandi fiumi, ma anche negli innumerevoli ruscelli e sorgenti che lasciano il segno non solo nel verde del territorio, ma anche in una ricca toponomastica. Il fiume più importante della zona è il Barbantiño, affluente del Miño. È un fiume a regime fluviale, formato dalle acque che raccoglie da piccoli torrenti. L'altitudine varia dagli 810 metri al confine con San Cristovo de Cea, ai 360 metri sulle rive del fiume Barbantiño. Il villaggio si trova a 506 metri sul livello del mare.